# Sylvester Barrett
Sylvester Barrett (irisch Salbhastar Bairéad, * 18. Mai 1926 in Darragh, Ennis, County Clare; † 8. Mai 2002) war ein irischer Politiker der Fianna Fáil.

## Biografie
Barrett war ursprünglich als Auktionator tätig. Seine politische Laufbahn begann am 14. März 1968, als er bei einer Nachwahl zur Neubesetzung des vakanten Sitzes des verstorbenen Fine-Gael-Politikers William Murphy zum Abgeordneten (Teachta Dála) des Unterhauses (Dáil Éireann) gewählt wurde. Dort vertrat er bis 1987 die Interessen der Fianna Fáil im Wahlkreis Clare.
Von Juli 1977 bis Oktober 1980 war er zunächst Umweltminister in den Regierungen der Premierminister (Taoiseach) Jack Lynch und Charles J. Haughey. Im Rahmen einer Kabinettsumbildung ernannte ihn Haughey im Oktober 1980 zum Verteidigungsminister. Dieses Amt übte er bis zum Ende von Haugheys Amtszeit am 30. Juni 1981 aus. Im zweiten Kabinett Haughey war er schließlich zwischen März und Dezember 1981 Staatsminister beim Finanzminister.
Barrett war von 1984 und 1989 zugleich Mitglied des Europäischen Parlaments. Nachdem er 1987 auf eine erneute Kandidatur für das Unterhaus verzichtete, entschloss er sich 1989, auch nicht erneut für das Europaparlament zu kandidieren.